# Distictella
Distictella Kuntze  es un género de plantas de la familia Bignoniaceae que tiene 28 especies de árboles.

## Descripción
Son bejucos, con las ramitas teretes, sin campos glandulares interpeciolares, pseudoestípulas cortas y gruesas. Hojas 2-folioladas, a veces con 1 zarcillo trífido o cicatriz de zarcillo; folíolos elípticos, 13–29 cm de largo, 6–13 cm de ancho, ápice agudo a acuminado, base ampliamente cuneada a redondeada. Inflorescencia una panícula racemosa, puberulenta, flores blancas; cáliz cupular, grueso, subtruncado, 7–10 mm de largo; corola gruesa, tubular-campanulada en la parte superior a cortamente angosta en la base, doblada ligeramente cerca del medio, 4.5–6 cm de largo, densamente puberulenta por fuera. Cápsula elíptico-oblonga, algo comprimida, 10–15 cm de largo y 5–6 cm de ancho, las valvas gruesas y leñosas, nervio principal no visible, aplicado-tomentosa.

## Taxonomía
El género fue descrito por Carl Ernst Otto Kuntze  y publicado en Lexicon Generum Phanerogamarum 182. 1904[1903]. La especie tipo es: Distictella mansoana (DC.) Urb.

## Especies seleccionadas
| - Distictella angustifolia - Distictella arenaria - Distictella broadwayana | - Distictella campinae - Distictella chocoensis - Distictella crassa |